# Johnny Cardoso
João Lucas „Johnny“ de Souza Cardoso (* 20. September 2001 in Denville Township (New Jersey)) ist ein US-amerikanischer Fußballspieler brasilianischer Abstammung. Der Mittelfeldspieler steht aktuell bei Atlético Madrid unter Vertrag und spielt für die US-amerikanische Nationalmannschaft.

## Karriere
Cardoso wurde in Denville Township, New Jersey, USA, als Sohn brasilianischer Eltern geboren und zog im Alter von nur drei Monaten mit seiner Familie nach Brasilien. Er durchlief die Jugendabteilungen von Criciúma EC und Avaí FC, bevor er schließlich in die Nachwuchsakademie von Internacional Porto Alegre wechselte.
Cardoso gab sein Profidebüt für Internacional am 15. September 2019 bei einem 3:1-Sieg in der höchsten brasilianischen Spielklasse gegen Atlético Mineiro.
Am 27. Dezember 2023 wechselte Cardoso für eine Ablösesumme von sechs Millionen Euro zu Real Betis in die spanische Primera División und unterschrieb einen Vertrag über fünf Jahre. Sein Debüt für Betis gab er am 21. Januar 2024, als er in der Startelf stand und 73 Minuten im Ligaspiel gegen den FC Barcelona spielte, das mit 2:4 verloren ging. Im Rahmen des Transfers von Giovani Lo Celso von Tottenham Hotspur zu Betis sicherte sich Tottenham zudem eine nicht verpflichtende Kaufoption über 25 Millionen Euro für Cardoso, gültig für das Sommertransferfenster 2025. Am 4. Februar 2025 verlängerte Cardoso seinen Vertrag mit Betis bis 2030. Im Juli 2025 wechselte er zu Atlético Madrid.

## Nationalmannschaft
Cardoso, der sowohl für Brasilien als auch für die Vereinigten Staaten spielberechtigt ist, trainierte im Oktober 2019 erstmals mit der U-23-Nationalmannschaft der USA. Im November 2020 wurde er erstmals für die A-Nationalmannschaft der Vereinigten Staaten für die Länderspiele gegen Wales und Panama berufen.
Anschließend wurde Cardoso erneut für die U23 der USA nominiert, um an der von der CONCACAF ausgerichteten Qualifikationsrunde für die Olympischen Spiele 2020 teilzunehmen, bei dem die USA jedoch die Qualifikation verpassten.
In den Spielzeiten 2022/23 und 2023/24 gewann er mit der A-Nationalmannschaft die CONCACAF Nations League.

## Erfolge
Nationalmannschaft
- CONCACAF Nations League: 2022/23, 2023/24

## Privates
Cardoso besitzt auch die italienische Staatsbürgerschaft, was ihm eine Registrierung in europäischen Ligen ermöglicht.